# Once Upon a Dream
Once Upon a Dream — переспівана пісня американської співачки і композитора Лани Дель Рей що вийшла 26 січня 2014 року на Walt Disney. Автором пісні є Джек Лоуренс, який написав її як саундтрек до мультфільму «Спляча красуня» в 1959 році за мотивами вальсу з однойменного балету Петра Ілліча Чайковського. Переспівана пісня Ланою Дель Рей є головним саундтреком до фільму 2014 року «Чаклунка». Пісня займала перші місця в чартах iTunes і Google Play. Кліп не знімали. Так само пісня «Once Upon a Dream» звучала в трейлері до фільму.

## Історія створення
Пісня «Once Upon a Dream» перекладається як «Одного разу уві Сні». Пісня написана Джеком Лоуренсом до мультфільму «Спляча красуня» у 1959 році за мотивами вальсу з однойменного балету Петра Ілліча Чайковського. Лана дель Рей переспівала пісню як саундтрек до фільму 2014 року «Чаклунка». Інформація про вихід пісні з'явилася в Твіттері Лани Дель Рей 1 січня 2014 року. Кліп не знято. На каналі Vevo є аудіо пісні.

## Чарти
| Країна (Чарт)                        | Позиція в чарті |
| ------------------------------------ | --------------- |
| UK Singles (Official Charts Company) | 60              |
| US Киплячому Under Hot 100 Singles   | 5               |